# Xe Brigade mixte
La Xe Brigade mixte (en espagnol, 10.ª Brigada Mixta), originellement Brigade Mixte "E" puis 1ère Brigade mobile de choc (voire 1re Brigade mobile de choc, est une ancienne unité de l'armée populaire de la République espagnole qui a combattu au sein de la 46e division républicaine pendant la guerre d'Espagne.

## Historique

### Création
La Xe Brigade mixte est créé officiellement le 21 décembre 1936, sur la base de l'unité commandée par Valentín González González "El Campesino". Il est ainsi composé en majorité d'espagnols communistes, dont un certain nombre du Cinquième Régiment. Tout d'abord nommé Brigade Mixte «E», puis «1ère Brigade Mobile de Choc», il prend définitivement le nom de Xe Brigade mixte.

### Premières armes
En janvier 1937, la Xe Brigade est intégrée à la 4e division républicaine (es) de Juan Modesto pour la bataille de la route de La Corogne. Elle doit défendre l'accès à l'autoroute, puis participe à la contre-attaque du 6 janvier.
Le 9 mars, elle est mandée à Guadalajara où elle est intégrée à 11e division républicaine d'Enrique Líster, afin de participer à la bataille de Guadalajara et de repousser l'offensive des italiens du Corpo Truppe Volontarie. Le 12 mars, elle s'empare de Trijueque en compagnie de la XIe Brigade internationale puis de Brihuega le 18 mars.
Après la fin de la bataille, elle est placée au sein de la 10e division républicaine (es) (alors appelée division "A") et participe à plusieurs combats autour de Cerro Garabitas (es), qui se soldent par une défaite. Elle passe ensuite plusieurs mois au repos, avant d'être intégré en mai à la nouvelle 46e division républicaine dont le commandement est confié à Valentín González González "El Campesino", qui est remplacé par Policarpo Candón Guillén à la tête de la 10e Brigade mixte. Au cours du mois de juin, l'un des bataillons d'élite de la Brigade est abandonné, car il sert ensuite de base pour la création de la 101e brigade mixte (es).
En juillet, elle est envoyée pour soutenir l'offensive de Brunete. Elle échoue dans ses premiers combats du 6 juillet, mais parvient finalement à encercler la cité de Quijorna, dont elle s'empare le 9 juillet. Elle en retire un important butin de guerre, récupérant aux franquistes 3 canons antichars et autant de mortiers, 5 lance-flammes, plusieurs mitrailleuses, ainsi que plus d'un millier de fusils. De surcroit, les franquistes laissent 800 des leurs sur le champ de bataille, dont 600 morts et 200 prisonniers. La Xe Brigade mixte barricade ensuite la ville, et tient bon face à plusieurs assauts des requetés, le 19 juillet, et encore le 24. Elle se retire ensuite à Alcalá de Henares, où se trouve son quartier-général, car elle est relevée par la 49e brigade mixte.

### Bataille de Teruel
Le 21 janvier 1938, la Xe Brigade mixte quitte Alcalá de Henares pour venir en renfort dès forces républicaines défendant Teruel depuis que la ville a été prise, soit le 7 janvier. La Xe Brigade participe à l'attaque de Las Celadas, au cours duquel le commandant Policarpo Candón Guillén est tué. Il est remplacé par Domiciano Leal Sargenta (es). L'unité défend ensuite la position d'El Mansueto jusqu'au 20 février, avant de devoir se retirer face à l'ennemi. Dans le même temps, Teruel est repris par les franquistes, et le 2e bataillon de la brigade, dirigé par Justino Frutos (es), parvient à fuir la ville in extremis.
Après un court repos en son quartier général, la Xe Brigade mixte revient en première ligne pour contrer l'offensive nationaliste d'Aragon. Elle se positionne à Les Borges Blanques le 27 mars 1938, mais quitte rapidement la ville pour participer à la Bataille de Lérida (1938) (es). Elle a pour ordre de défendre les accès ouest de la ville, puis le Couvent-forteresse de Gardeny, dont elle doit finalement se retirer le 1er avril à midi. Elle entame alors une lente retraite dans les rues de la cité, afin de continuer à couvrir les autres unités républicaines. Cette retraite continue jusqu'à ce que la Xe Brigade ait pu traverser le Sègre.

### Bataille de l'Èbre et fin de la Guerre
En juillet 1938, Justino Frutos (es) remplace Domiciano Leal Sargenta (es) à la tête de la Brigade, car ce dernier devient commandant de la 46e division républicaine. Dès le 25 juillet, la Xe Brigade traverse l'Ebre au niveau de Benifallet et occupe El Pinell de Brai. Néanmoins, l'avance de l'unité est stoppé par une forte résistance franquiste. Quatre jours plus tard, le 29 juillet, la XIe Brigade tente de couper la route entre Gandesa et Tortosa afin d'empêcher l'arrivée de renforts ennemis, mais échoue dans sa tentative. Elle est alors reléguée à des tâches défensives, et ainsi doit renforcer des positions stratégiques à partir du 2 août. Elle n'est relevée dans sa fonction que le 14 septembre par la 11e division républicaine, date à laquelle elle est redéployée à la Sierra de Lavall de la Torre. Elle parvient à tenir la position jusqu'au 6 octobre, avant de se replier et de traverser l'Ebre en sens inverse. 
La XIe Brigade mixte se repose ensuite à Vinaixa, mais doit repartir au combat dès le 23 décembre à cause de l'offensive franquiste de Catalogne. Tout d'abord opposée au Corpo Truppe Volontarie, elle empêche les italiens de s'emparer de Les Borges Blanques. Néanmoins, au début du mois de janvier, l'armée républicaine flanche, et l'unité se replie avec la totalité du Ve corps d'armée républicain (es). La XIe Brigade tente une dernière action de résistance le 13 janvier, près du Pla de Santa Maria, mais se retire rapidement et arrive quatre jours plus tard à Igualada. 
Au début du mois de février 1939, la Xie Brigade mixte fuit l'Espagne, et se réfugie en France en passant par Portbou.

## Commandement

### Commandants
Les commandants successifs de la XIe Brigade sont :
- Valentín González González "El Campesino" ;
- Policarpo Candón Guillén ;
- Domiciano Leal Sargenta (es) ;
- Justino Frutos (es).

### Commissaires
Les commissaires politiques successifs de la XIe Brigade appartiennent tous au Parti communiste d'Espagne, et sont :
- Félix Navarro Serrano (es) ;
- José del Campo Sanz (es) ;
- Modesto Castrillo (es).